# Toyota Yaris
De Toyota Yaris is een kleine, compacte hatchback van de Japanse autofabrikant Toyota. De naam Yaris wordt ontleend aan Charis, een godin uit de Griekse mythologie.
De auto, verkrijgbaar sinds 1999, won internationale prijzen. Zo won het onder andere de Auto van het Jaar-titel in 2000. In Japan werd de auto verkocht als Vitz en in Canada en Australië is de auto bekend als Echo, waar de auto enkel als sedan verkocht werd.

## Eerste generatie P10/P20 (1999-2006)

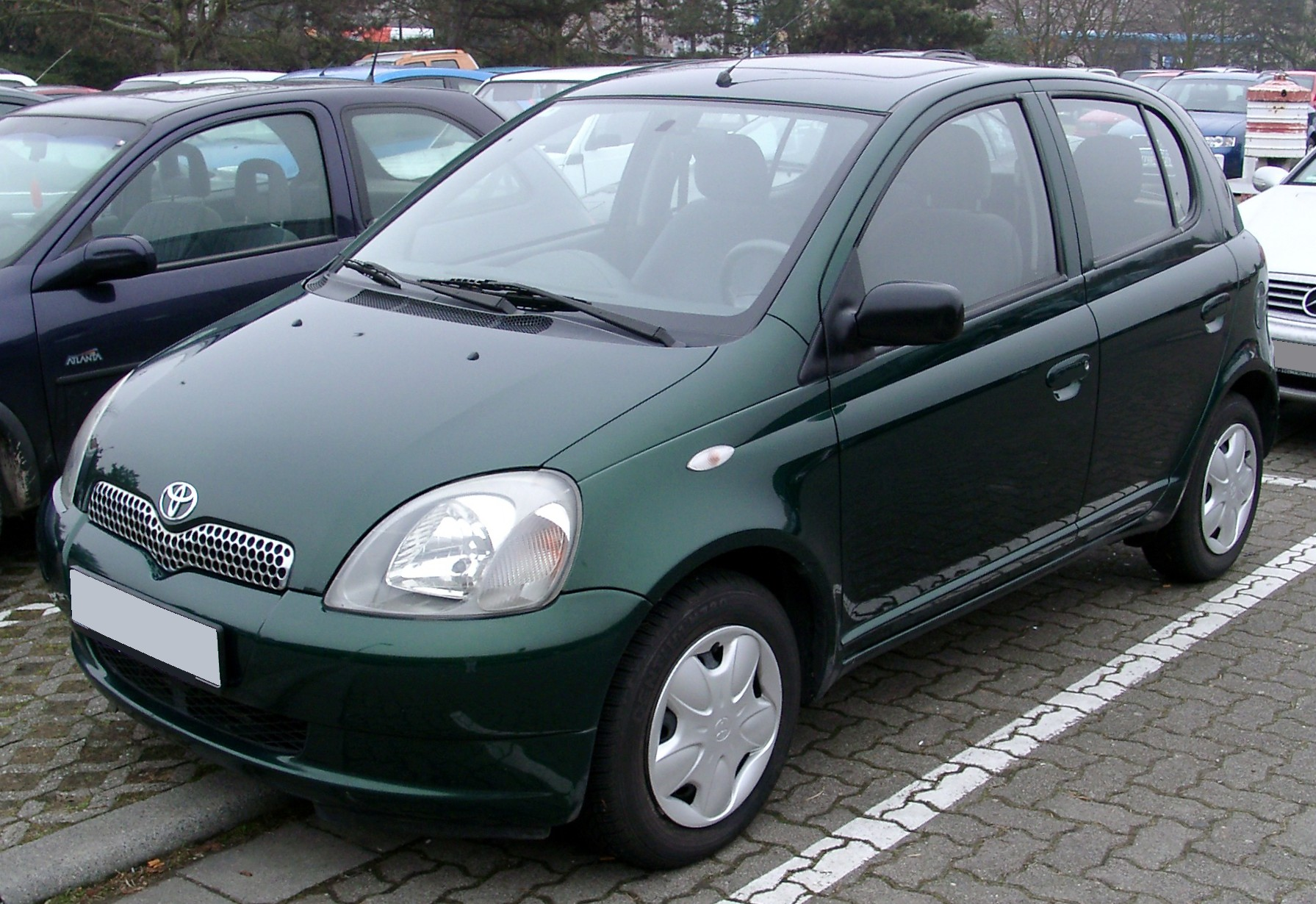
Toyota Yaris

De Toyota Yaris P10 werd getoond op de Mondial de l'Automobile van 1998. Vanaf maart 1999 werd de Toyota Yaris beschikbaar in Nederland.
De Toyota Yaris P10 werd in Japan verkocht als Toyota Vitz voor de hatchback carrosserievorm, en als Toyota Platz voor de sedan. In Noord-Amerika en Australazië werd hetzelfde model verkocht als Toyota Echo.
In China werd de Toyota Yaris P10 van 2002 tot 2012 geproduceerd door Tianjin Xiali onder de naam Vizi.

### Ontwerp
De eerste generatie is geconceptualiseerd als de New Basic Compact (NBC), en werd gebouwd op het gelijknamige NBC platform. De Yaris hatchback is ontworpen door John McLeod en de Griekse ontwerper Sotiris Kovos, zij werkten bij Toyota’s EPOC (European Office of Creation). Dit model is het allereerste model van Toyota dat voor de Europese markt ontworpen is.
Yaris is een Europese auto met alle denkbare voorzieningen, ontworpen vanuit een duidelijke menselijke benadering.— Dr. Shuhei Toyoda, algemeen directeur van Toyota Motor Corporation

#### Facelift

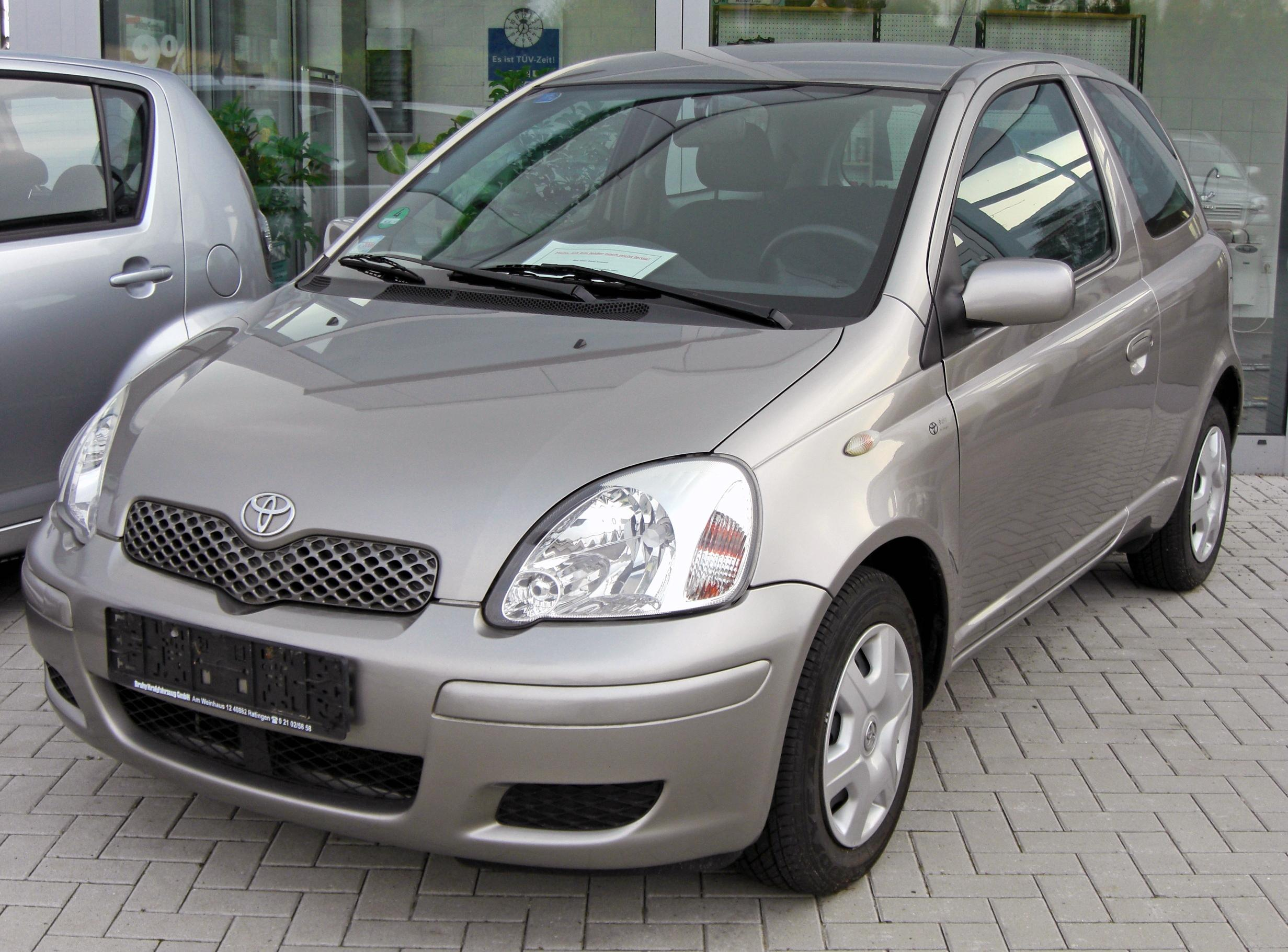
Toyota Yaris, facelift

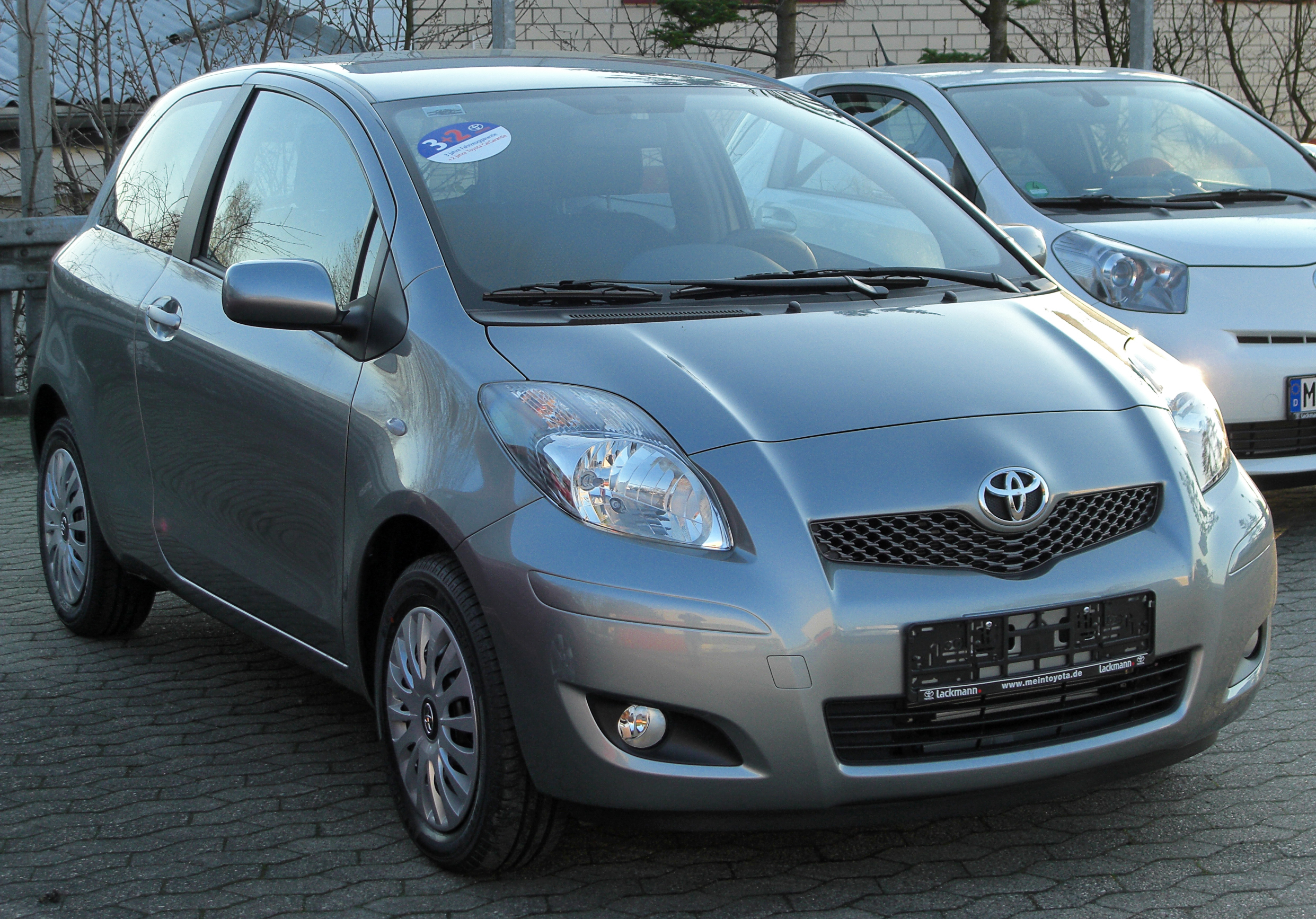
Toyota Yaris, facelift

In 2003 werden de Toyota Yaris P10 en Yaris Verso P20 gefacelift, en vanaf februari 2003 waren ze beschikbaar. De koplampunits hebben een hoekje ('traantje') dat doorloopt in de voorbumper. De grille werd ook vernieuwd en kreeg een ander patroon. Achter zijn nieuwe lichtunits uit rood glas toegepast en is de bumper gewijzigd met stoot vlakken op de hoeken. Ook in het interieur zijn enkele verbeteringen uitgevoerd met nieuwe materialen en een andere kleurstelling. Zo zijn de bedieningsknoppen iets groter, heeft het dashboard een verbeterd ventilatiepaneel en is het stuur vervangen door één met een verchroomd Toyota-logo. In navolging van de huidige trend heeft ook de Yaris verchroomde accenten gekregen. De nieuwe Yaris heeft nu standaard ABS en EBD.
Gelijktijdig met de facelift werd de MMT (Multi Mode Transmission) geïntroduceerd, welke een gerobotiseerde vijfbak is zonder koppelingspedaal. Deze MMT was alleen leverbaar voor de 1,0 liter 1SZ-FE-benzinemotor.

### Productie
De Toyota Yaris van de eerste generatie werd vanaf 31 januari 2001, voor de Europese markt, voornamelijk geproduceerd in Valenciennes, Noorderdepartement, Frankrijk. Deze modellen hebben een chassisnummer dat begint met VN. De vroege vijfdeurs modellen werden geproduceerd in Toyota City, Aichi, Japan tot 2000, met een chassisnummer dat begint met JT.

### Aandrijving
Voor de eerste generatie waren vanaf introductie de 1,0 liter 1SZ-FE- en 1,3 liter 2NZ-FE-benzinemotoren beschikbaar. Met de introductie van de Toyota Yaris T Sport werd de 1,5 liter 1NZ-FE-benzinemotor toegevoegd. In maart 2002 werd de 1ND-TV-dieselmotor geïntroduceerd.
Standaard werd iedere Toyota Yaris P10 uitgerust met een handgeschakelde versnellingsbak met vijf versnellingen; deze was op de 1,0 liter van 1999 tot 2003 ook als optie leverbaar met automatische koppeling, de Free-Tronic. Vanaf de facelift van 2003 werd voor de 1,0 liter een gerobotiseerde MMT transmissie beschikbaar.
De 1,3 liter was vanaf 2000, als optie, ook leverbaar met 4-traps volautomatische transmissie.
- 1,0 liter 1SZ-FE-benzinemotor is verbonden met de C551 handgeschakelde versnellingsbak met vijf versnellingen, of de Multi Mode Transmission.
- 1,3 liter 2NZ-FE-benzinemotor heeft een handgeschakelde vijfversnellingsbak of de U340E automatische viertrapstransmissie.
- 1,4 liter 1ND-TV-dieselmotor is gekoppeld aan de C53 handgeschakelde versnellingsbak met vijf versnellingen.

### Toyota Yaris Verso

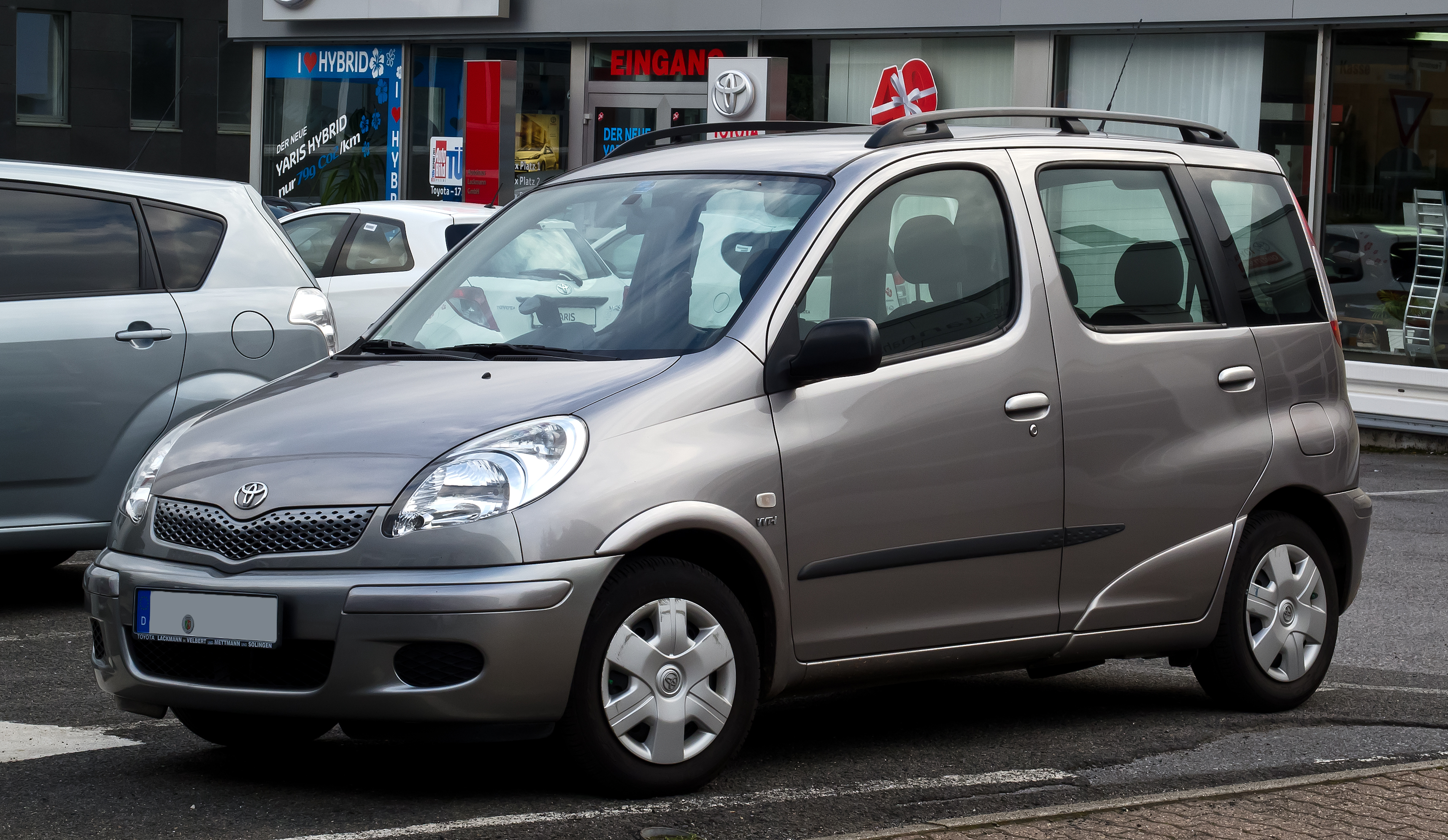
Toyota Yaris Verso, facelift

Najaar 1999 kreeg de Yaris naast de hatchback en sedan verwant model in de vorm van de Toyota Yaris Verso (modelcode P20), een kleine MPV. Dit model werd in Japan verkocht als de Toyota Fun Cargo. Voor de Japanse markt was ook een vierwielaangedreven uitvoering beschikbaar. Met de introductie van de tweede generatie werd de productie van de Yaris Verso stopgezet. De verkoop eindigde in 2006. In Japan werd het model opgevolgd door de Toyota Ractis, die in 2010 naar Europa kwam als Subaru Trezia en later als Toyota Verso-S.

### Toyota Yaris T Sport

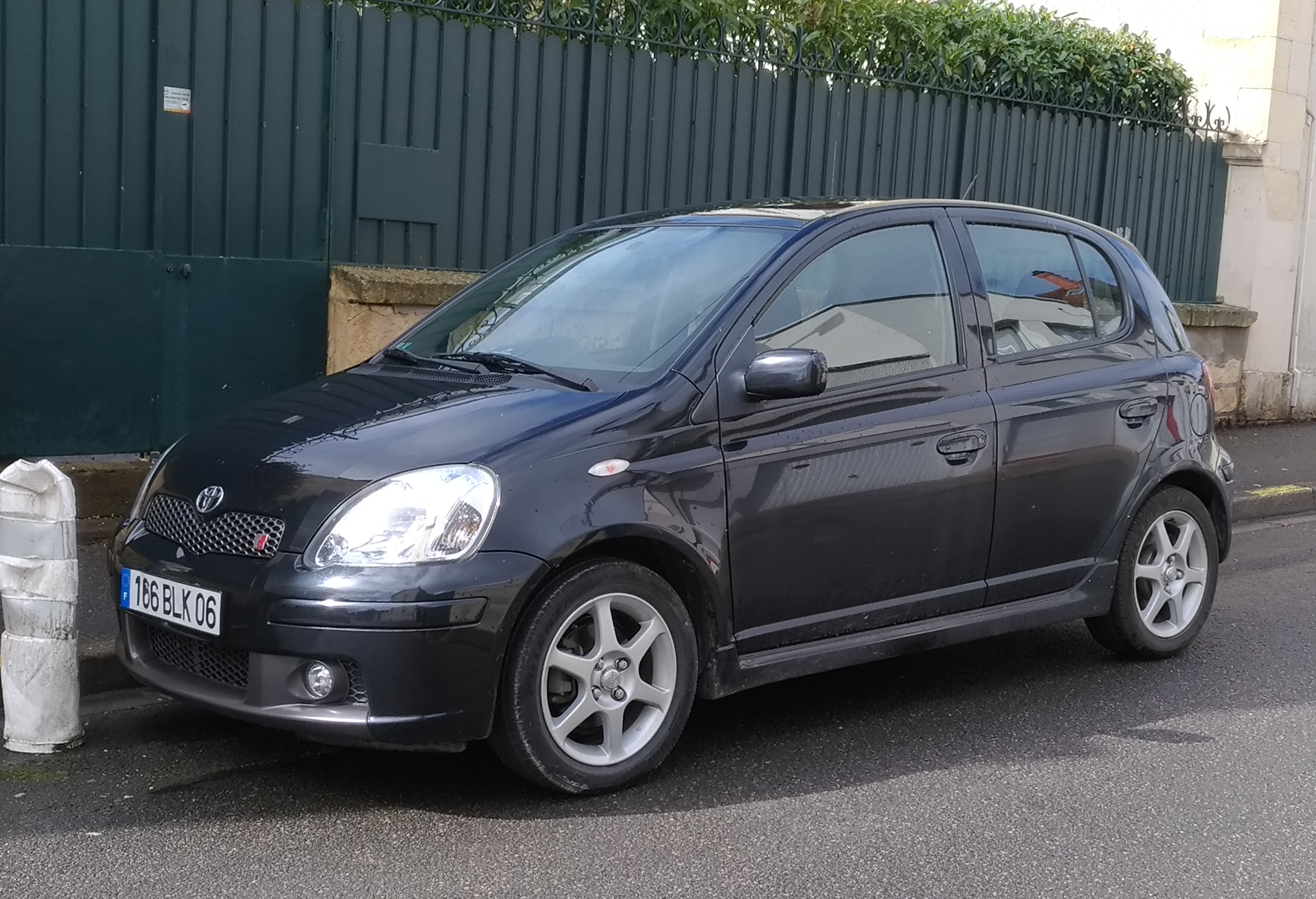
Toyota Yaris T Sport

De Toyota Yaris T Sport maakt onderdeel uit van de sportieve T Sport-modellenreeks van Toyota. De Toyota Celica T Sport (ZZT231) en Toyota Corolla T Sport (ZZE123) zijn de twee andere modellen die hiervan deel uitmaken.
De T Sport werd geïntroduceerd in februari 2001 en is voorzien van de 1,5 liter 1NZ-FE-benzinemotor met een maximaal vermogen van 78 kW of 106 DIN pk bij 6000 tpm en een maximaal koppel van 145 Nm bij 4200 tpm.

#### Toyota Yaris T Sport Turbo
Voor de Oostenrijkse markt was de gelimiteerde Yaris T Sport Turbo beschikbaar. Van dit model zijn 400 stuks gemaakt, en iedere auto heeft een nummerplakkaat in het interieur. De topsnelheid van dit model is 205 km/u, en sprint van 0 naar 100 km/u in 7,9 seconden. De Yaris T Sport Turbo heeft een handgeschakelde versnellingsbak met vijf versnellingen met een kortere eindoverbrenging (4.058:1 – in de standaard T Sport 4,312:1) om de hogere topsnelheid mogelijk te maken. Het koppelingshuis is versterkt om het hogere vermogen en koppel aan te kunnen. De Turbo-versie is ten opzichte van de T Sport 15 mm verlaagd en heeft andere schokdempers en veren en een aluminium stabilisatorstang vóór. Pirelli P-Zero Nero 195/45 R16-banden moeten voor grip zorgen. Het rubber is gemonteerd om speciale lichtgewicht aluminium wielen, die het design delen met de Toyota Corolla T Sport TTE Compressor. ABS, EBD, tractie controle en Toyota's stabiliteitsprogramma zijn standaard op de Yaris Turbo.
De Toyota Yaris T Sport Turbo heeft een maximaal vermogen van 110 kW of 150 DIN pk bij 6400 tpm en een maximaal koppel van 196 Nm bij 4400 tpm.

#### Toyota Yaris T Sport TTE Compressor
Toyota Team Europe (TTE) maakte de gelimiteerde Toyota Yaris T Sport TTE Compressor. Deze special editie is uitgerust met een supercharger welke het maximale vermogen en koppel verhoogt naar respectievelijk 103 kW of 140 DIN pk bij 6300 tpm en 190 Nm bij 3200 tpm. De topsnelheid steeg naar 201 km/u.

### Toyota Yaris Eco
De Yaris Eco is een uitvoering met de 1,0 liter 1SZ-FE benzinemotor en handgeschakelde vijfversnellingsbak met een zogenoemd 'Stop and Go'-systeem. Wanneer de transmissie in zijn vrij wordt gezet slaat de motor af, en wanneer het koppelingspedaal ingetrapt wordt start de motor weer. Het gemiddelde benzineverbruik kan daarmee verminderen tot 5 l/100 km. Het verbruik van de Linea Terra met dezelfde motor ligt op 5,7 l/100 km. Deze uitvoering was alleen beschikbaar voor de driedeurs variant.

### Toyota Yaris Yorin
In samenwerking met radio- en tv-station Yorin werd de speciale Yaris Yorin-uitvoering toegevoegd aan het leveringsprogramma. Dit model heeft een CD Sound System, inclusief vier luidsprekers, een geel Yorin-logo in het interieur en op de achterzijde en is leverbaar (prijs inclusief) met drie metallic lak kleuren: Polar Silver, Night Sky Black en Electric Blue. De Toyota Yaris Yorin met 1,0 liter 1SZ-FE-motor was van september 2001 tot februari 2003 leverbaar als, de Toyota Yaris Yorin met de 1,3 liter 2NZ-FE was van maart 2002 tot februari 2003 leverbaar. De prijs van de driedeurs versie bedroeg fl. 25.995,-.

### Toyota Yaris Idols
In samenwerking met RTL werd de speciale Yaris Idols-uitvoering toegevoegd aan het leveringsprogramma. De Yaris Idols heeft de Yaris Linea Terra als basis en beschikt onder andere over elektrisch bedienbare ramen voor, centrale portiervergrendeling met afstandsbediening in sleutel, radio met cd-speler en vier luidsprekers, een donkerkleurig dashboard, blauwe interieuraccenten en uiteraard het originele 'Idols'-logo op de achterklep. Er is een Yaris Idols vanaf € 12.990,-. De Toyota Yaris Idols is voortgekomen uit de samenwerking tussen Toyota-distributeur Louwman & Parqui B.V. en de Holland Media Groep (RTL & Yorin).

### Toyota Yaris Blue
Vanaf 16 april 2004 was de Yaris Blue leverbaar. Deze uitvoering heeft een beperkte oplage van 500 stuks en is voorzien van de 1,3 liter 2NZ-FE-benzinemotor. De Yaris Blue is gebaseerd op de Linea Terra en heeft standaard airconditioning, 14-inch lichtmetalen wielen, mistlampen vóór en een dakspoiler. Het interieur is voorzien van sportieve accenten in de vorm van een met leer bekleed stuur met audiobediening, een met leer beklede versnellingspook, dorpellijsten, en speciale bekleding en matten. De Yaris Blue was alleen beschikbaar in blauwe lakkleuren.

## Tweede generatie P90 (2005-2011)

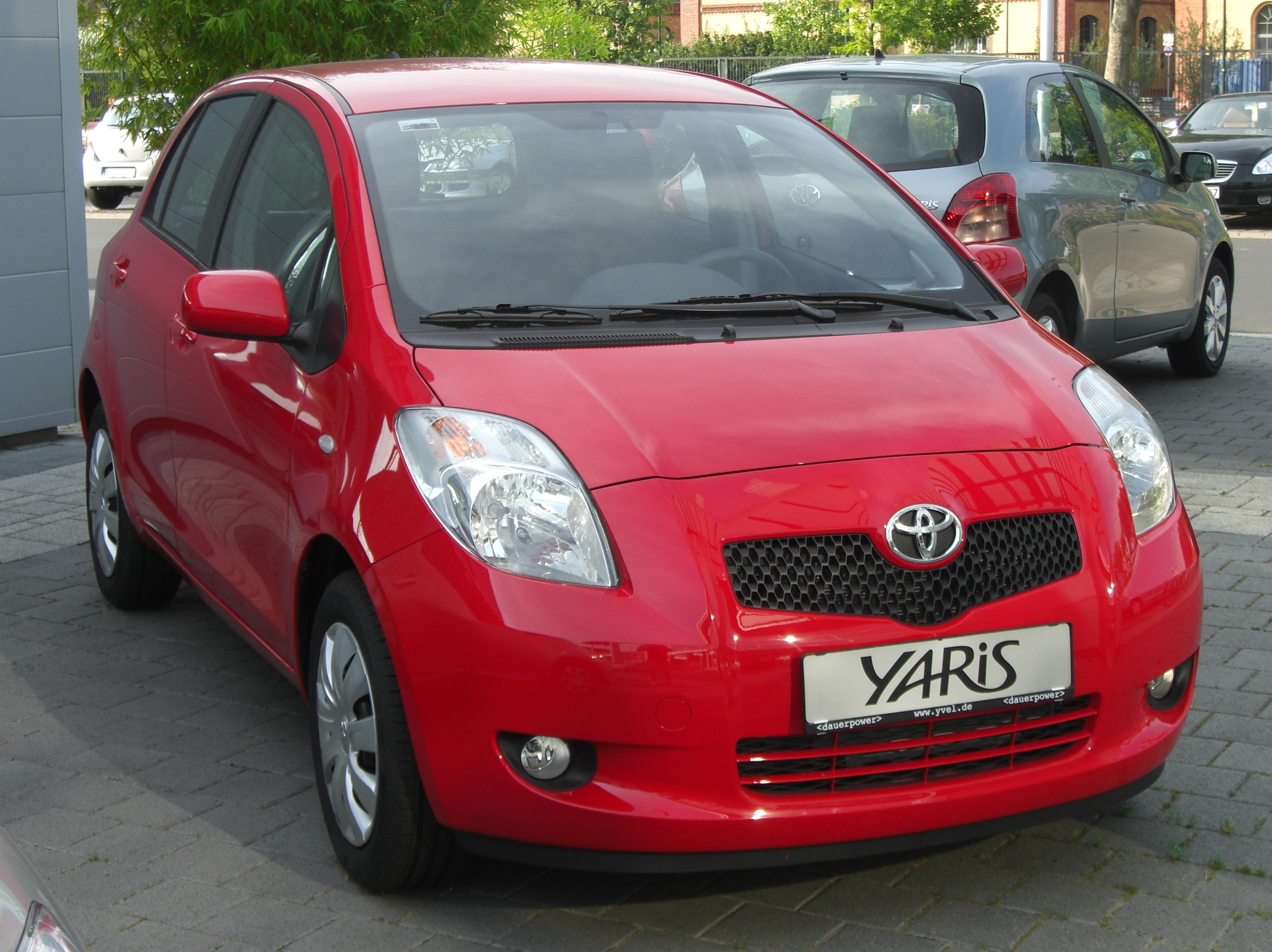
Tweede generatie Toyota Yaris

In februari 2005 werd de tweede generatie Toyota Yaris geïntroduceerd in Japan. Op de Internationale Automobilausstellung (IAA) van 2005 werd de Toyota Yaris P9 getoond aan het Europese publiek. Er werd veel geïnvesteerd in de passieve veiligheid. De auto haalde als eerste subcompact de maximale score van vijf sterren bij de Euro NCAP crashtest. Dit kwam mede door de negen airbags, waaronder een knie-airbag.
De tweede generatie Yaris was vanaf eind 2005 leverbaar in Nederland.

### Ontwerp
De tweede generatie is ontworpen door de Franse designstudio ED2 Design Centre (Toyota Europe Design Development), gelegen in Sophia Antipolis. Toyota heeft er veel aan gedaan om het kwaliteitsgevoel van de nieuwe Yaris te verbeteren. Daarom is een groter deel van de portieren voortaan met stof bekleed en de portiersloten zijn opnieuw ontworpen, zodat de deuren beter klinken als ze worden dichtgeslagen. Daarnaast zijn de handgrepen en de klep van het dashboardkastje voortaan gedempt. Voor de geluidsisolatie zijn dubbele afdichtrubbers gebruikt.

### Productie
De Yaris P9 werd sinds november 2005 geproduceerd in het Franse Valenciennes. Hier werd de voorgaande generatie ook geproduceerd.

### Toyota Yaris T Sport

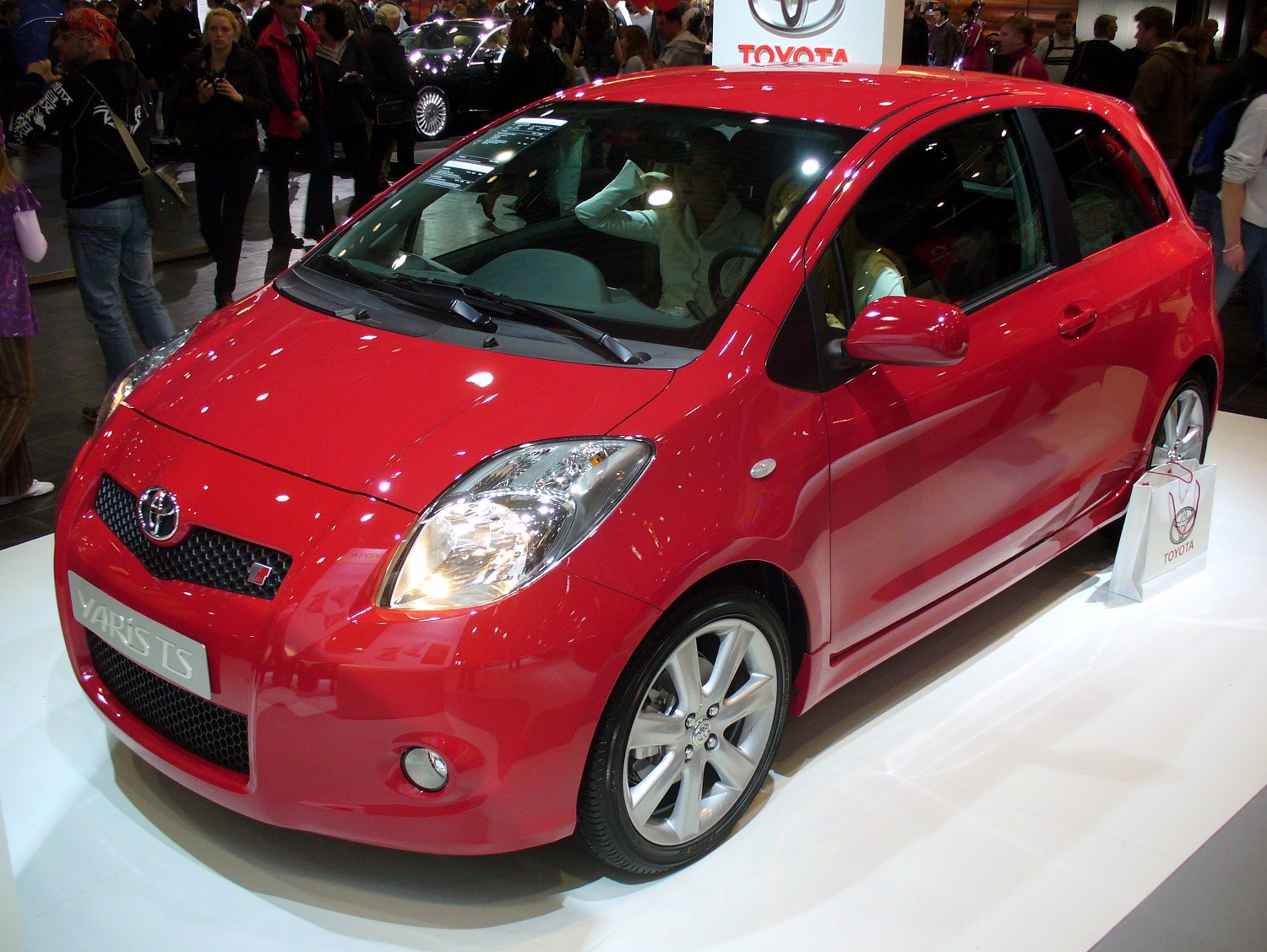
Toyota Yaris T Sport

Ook van deze generatie verscheen een T Sport model. Dit model werd voorzien van de 1,8 liter 2ZR-FE Dual VVT-i-benzinemotor. De tweede generatie Yaris T Sport heeft een maximaal vermogen van 98 kW of 133 DIN pk bij 6000 tpm en een maximaal koppel van 173 Nm bij 4400 tpm. De Yaris T Sport heeft een grille met honingraatstructuur, sideskirts, 17-inch lichtmetalen velgen en is 8 mm verlaagd.

### Problemen
- In 2005 maakte Toyota bekend dat de auto werd teruggeroepen omdat de auto door een productiefout snel kon roesten.[28]
- In 2007 maakte Toyota bekend dat een deel van de tweede generatie teruggeroepen werd om een productiefout in de bekleding van de voorstoelen ten behoeve van de side airbags en de vergrendeling van de hoofdsteunen van de achterbank te herstellen.
- Begin 2010 ontstond er in de Verenigde Staten veel ophef omdat er enkele ongevallen met dodelijke afloop waren ontstaan. Vermoed werd dat het gaspedaal van verschillende Toyota-modellen kon blijven hangen, waarop Toyota besloot tot een terugroepactie van vrijwel alle recente modellen waarbij de gaspedalen aangepast werden. Omdat ook in Europese Toyota's de betreffende gaspedalen ingebouwd waren werden ook in Europa veel modellen, waaronder de Yaris, teruggeroepen.[29][30][31] Op 9 februari 2011 maakte het Amerikaanse ministerie van Transport bekend dat het geen technische fout had kunnen vinden die de problemen met het gaspedaal zou kunnen veroorzaken.[32]

## Derde generatie P130 (2011-2020)

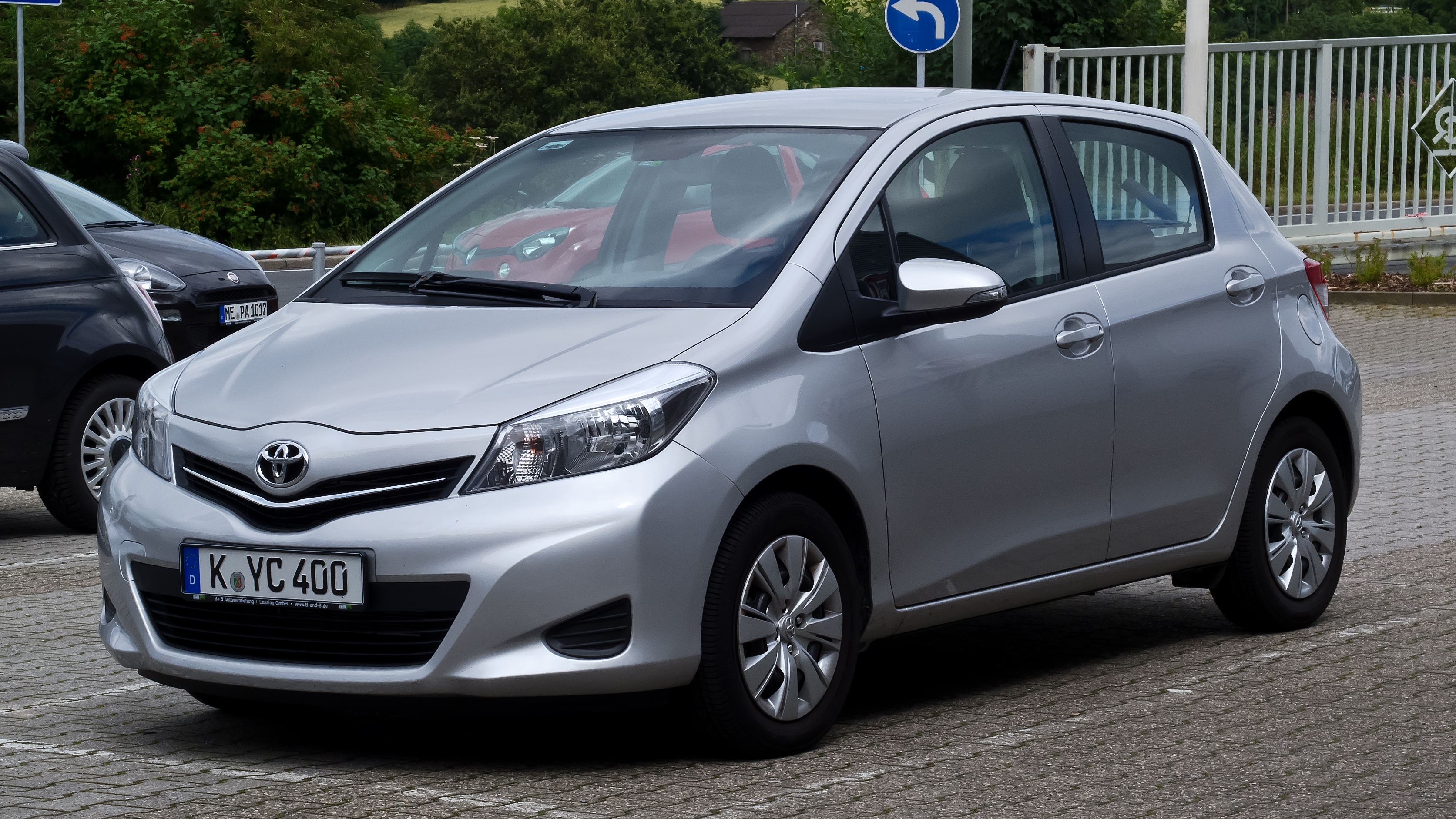
Derde generatie Toyota Yaris

Op 15 juni 2011 werden de eerste foto's van de derde generatie Yaris onthuld. De derde generatie Yaris ging in productie in het vierde kwartaal van 2011. De 1,0 liter 3-cilindermotor leverde 69 pk en was verkrijgbaar in uitvoeringen die 14% bijtelling mogelijk maakte. De 1.3-literversie had 99 pk. Vanaf juni 2012 was er ook een 1,5-liter hybride-uitvoering verkrijgbaar. In Europa zijn tot oktober 2019 500.000 Hybrid-modellen verkocht. De derde generatie Yaris kon met comfortlevels als Comfort, Aspiration, Dynamic of Executive besteld worden.
De wielbasis van de derde generatie Yaris groeide met 5 centimeter naar 2,51 meter. Het koetswerk werd met 10 centimeter vergroot naar 3,89 meter. Mede daardoor kon de bagageruimte met 14,5 centimeter in lengte groeien.
De derde generatie Yaris werd geleverd met vijf aandrijflijnen.
- 1.0 VVT-i-benzine (51 kW/ 69 pk | 4,8 l/100 km | 95 g/km CO2)[35]
- 1.3 VVT-i-benzine (73 kW/ 99 pk | 5,4 l/100 km | 119 g/km CO2)
- 1.3 VVT-i-benzine CVT-automaat (73 kW/99 pk | 5,0 l/100 km | 114 g/km CO2)
- 1.4 D-4D-F-turbodiesel (66 kW/ 90 pk | 3,9 l/100 km | 103 g/km CO2).
- 1.5 Hybride (benzinemotor: 55 kW/ 74 pk, elektromotor: 45 kW/ 61 pk, gecombineerd: 74 kW/ 100 pk | 3,5 l/100 km | 79 g/km CO2).

In combinatie met de 1.3 VVT-i-motor, kon de nieuwe Yaris worden besteld met een CVT-automaat. De Continu variabele transmissie doet volledig automatisch zijn werk óf kan met flippers achter het stuur worden bediend. In dat laatste geval heeft de bestuurder zeven (denkbeeldige) stappen tot zijn beschikking.

### Facelift 2014

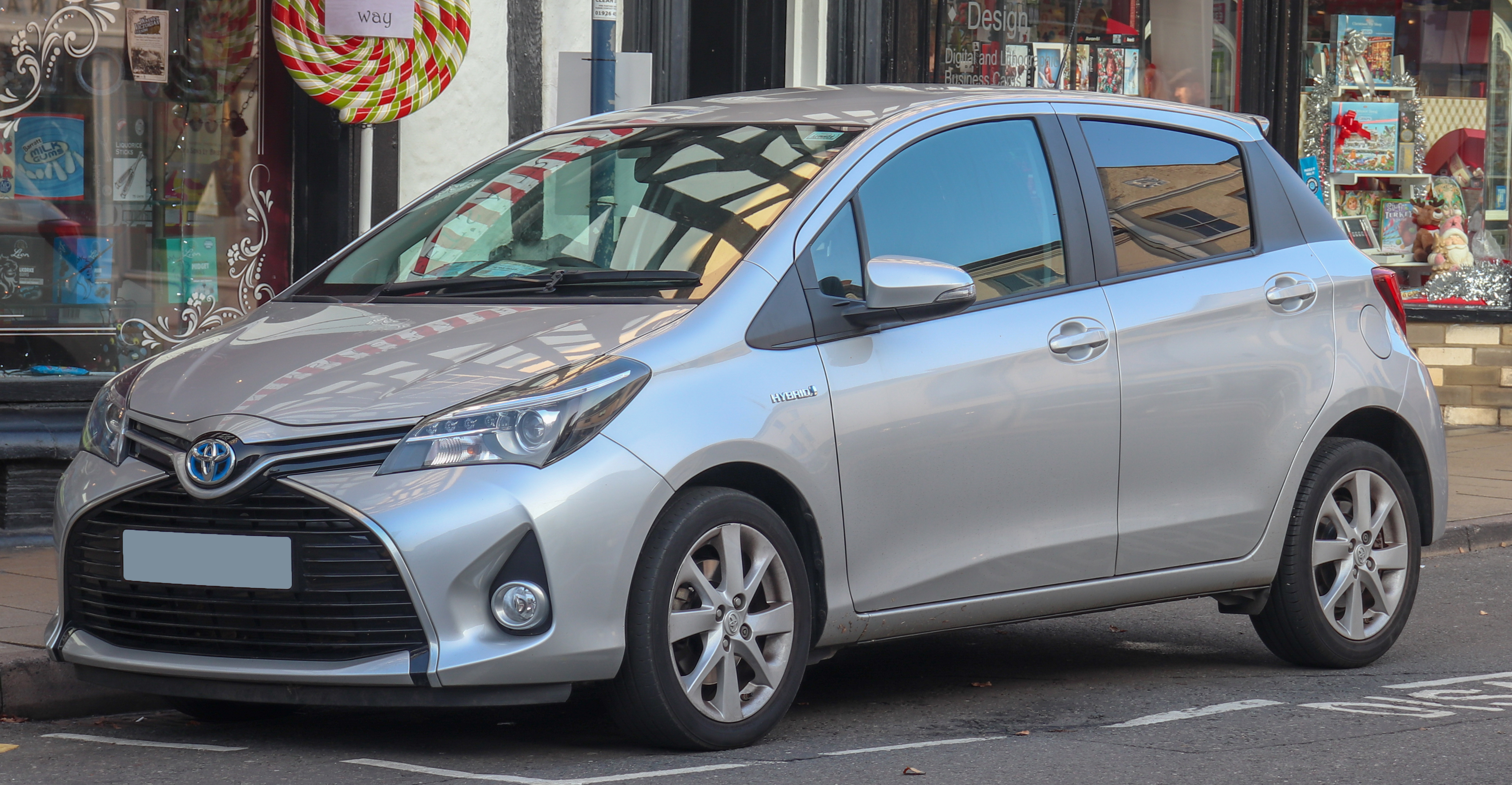
Derde generatie Toyota Yaris, eerste facelift

In de zomer van 2014 werd de derde generatie gefacelift. Met name het exterieur werd aangepast zodat er meer gelijkenis ontstond met de in datzelfde jaar vernieuwde Toyota Aygo. Aan de motorisering veranderde niet veel, alleen de 1.0 liter-benzinemotor werd vernieuwd.

### Facelift 2017

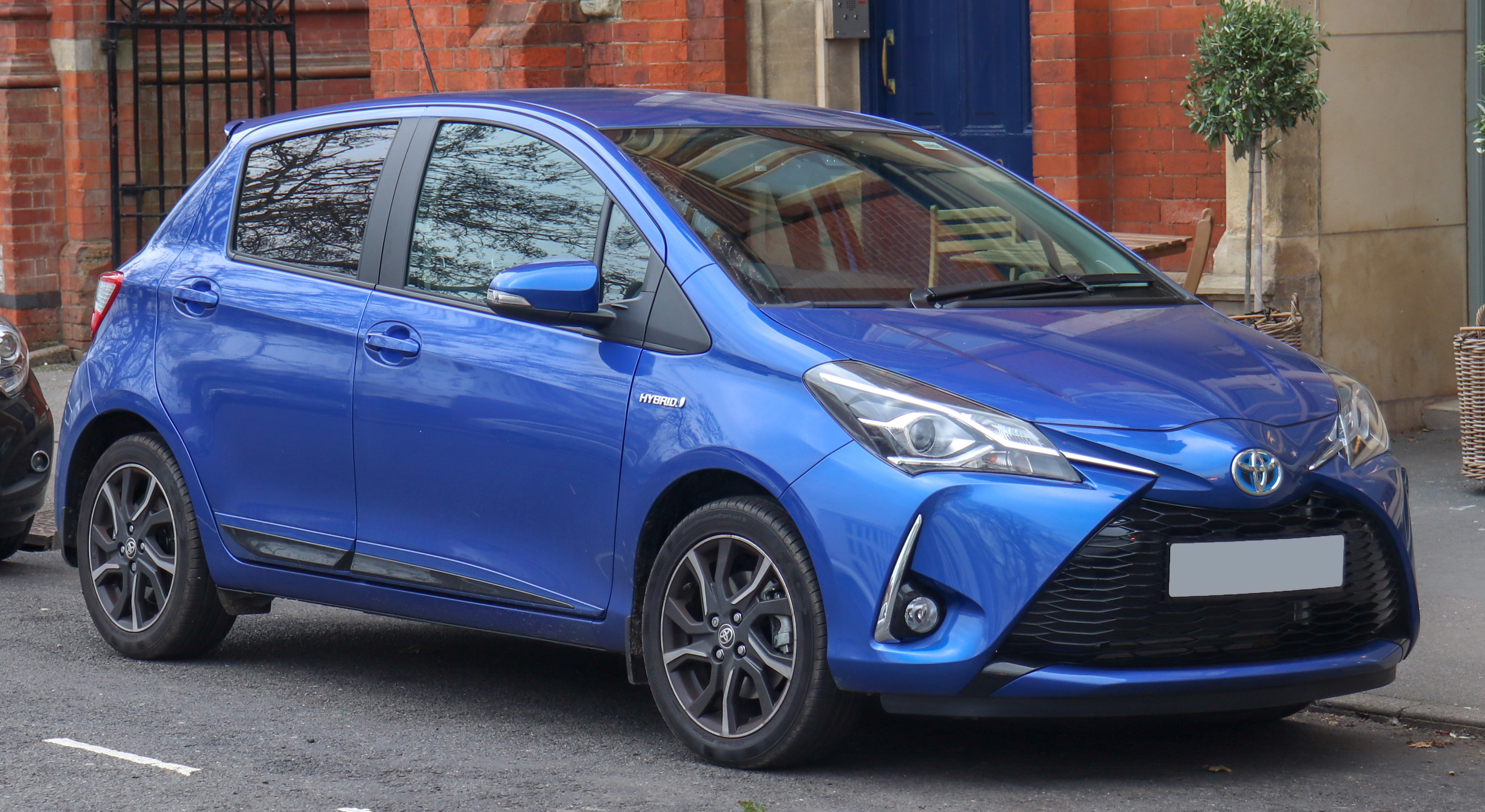
Derde generatie Toyota Yaris, tweede facelift

In maart 2017 onderging de Toyota Yaris een tweede facelift.

### Toyota Yaris Y20

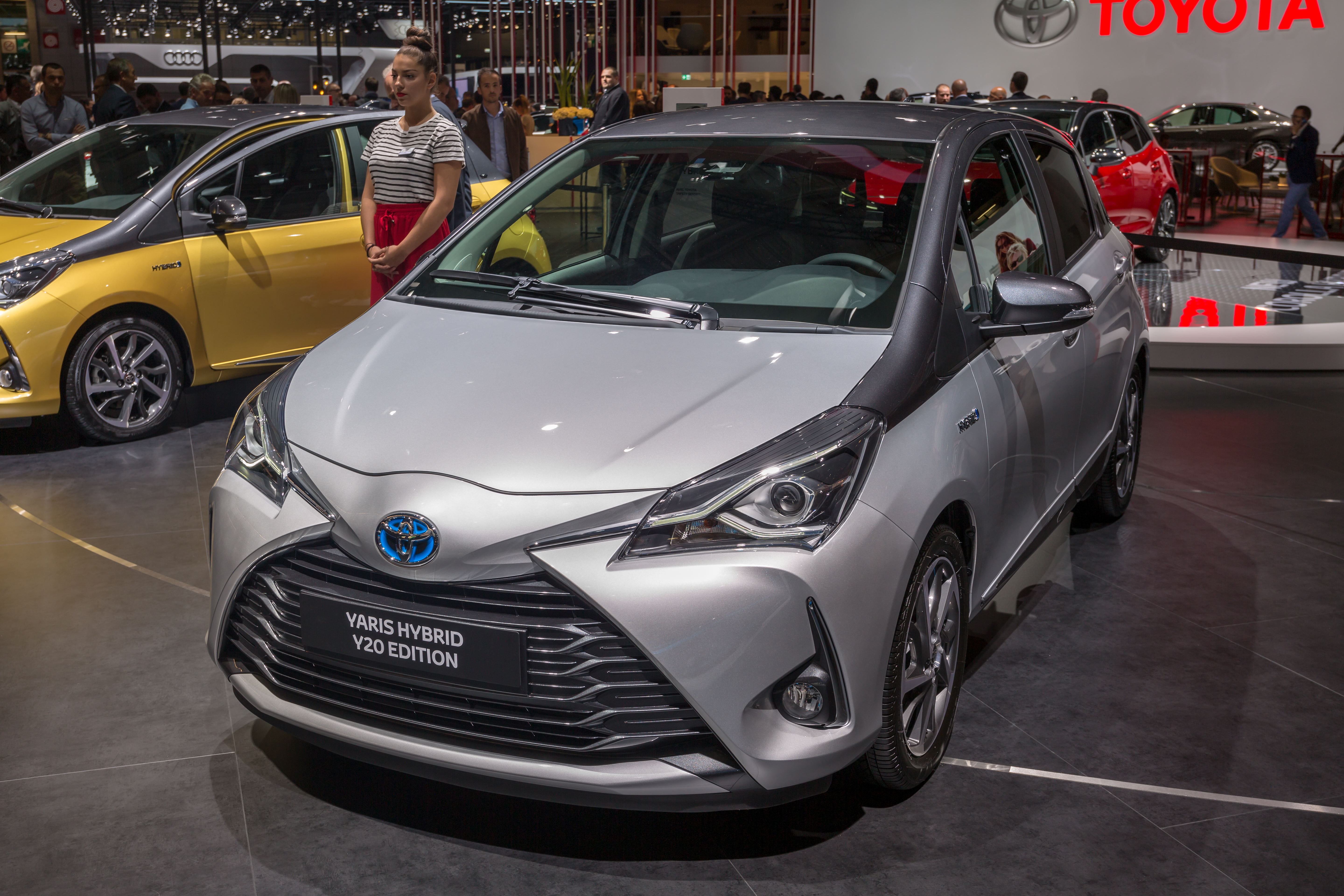
Toyota Yaris Y20

Op de Mondial de l'Automobile van 2018 werd de Yaris Y20-uitvoering getoond om te vieren dat de Toyota Yaris twintig jaar bestond. De Y20-uitvoering was verkrijgbaar met de 1,0 liter 1KR-FE, 1,5 liter 2NR-FE en 1,5 liter 1NZ-FXE Hybrid benzinemotoren. De Y20's zijn te herkennen aan in donkergrijs uitgevoerde wielen, zijspiegelkappen en grille en aan de mistlampomlijstingen met chroomringen. Een haaienvinantenne is standaard en hetzelfde geldt voor privacy glass en een Y20-badge op de achterzijde. De Yaris Y20 krijgt verder de beschikking over het Toyota Touch 2 Go-systeem en over Smart Entry. Vanbinnen keert de donkergrijze kleur terug op de middenconsole en het stuur en zien we het terug op nieuwe interieurbekleding met een ruitpatroon. Verder is het interieur aangekleed met chroomkleurige omlijstingen rond de ventilatieroosters, luidsprekers en klokken, en ook de pookknop is in die stijl uitgevoerd.

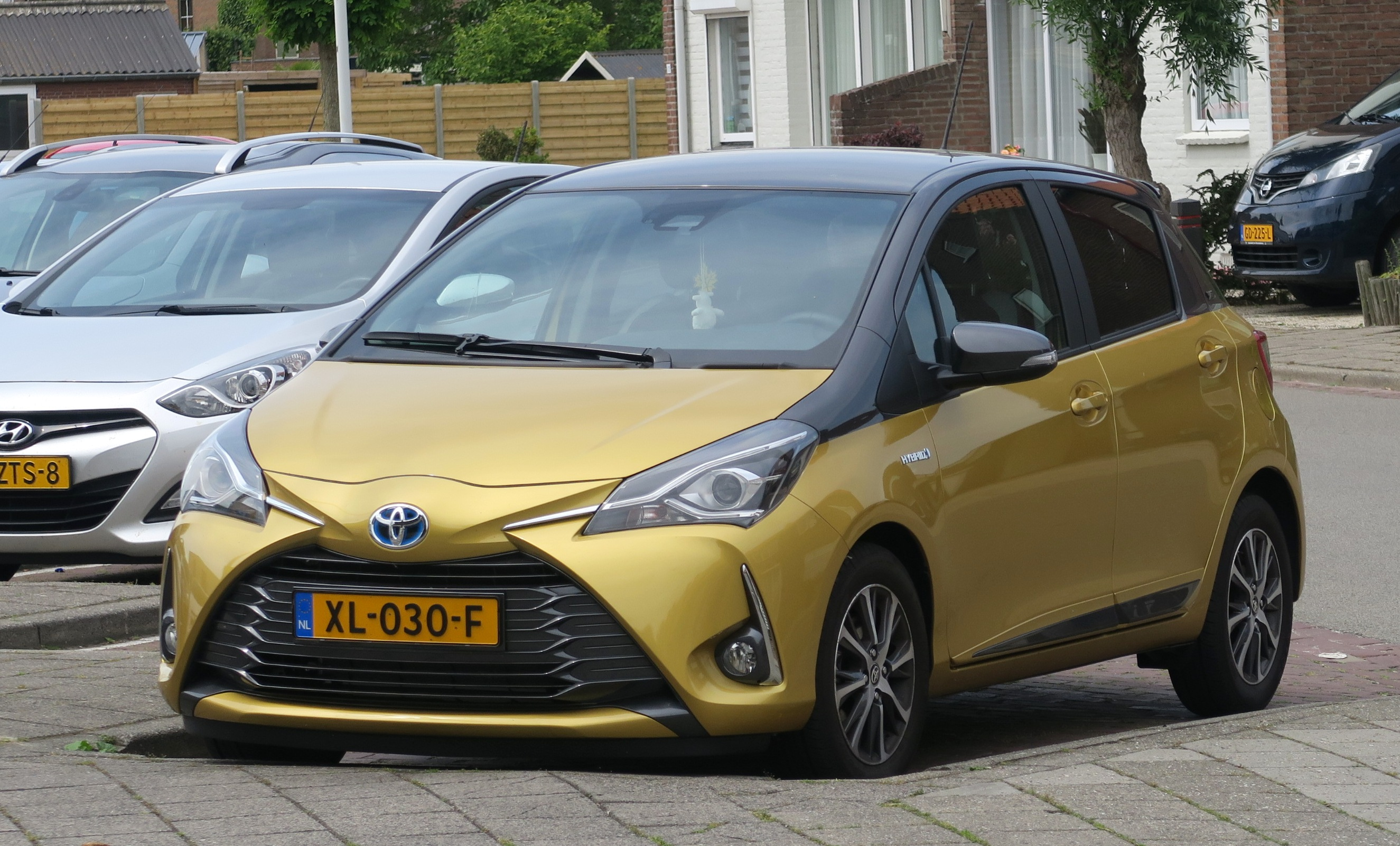
Toyota Yaris Y20 Gold Edition

Modellen met de 1,5 liter 1NZ-FXE Hybrid motor konden ook worden uitgevoerd als Y20 Gold Edition. Van deze uitvoering zijn 1998 stuks verschenen, een verwijzing naar het eerste jaar waarin de Yairs geïntroduceerd werd. Van deze 1998 stuks kwamen er 200 als Yaris Y20 Gold Edition naar Nederland. Deze zijn te herkennen aan het donkergrijze dak en aan de goudgeel gespoten koets. Die kleur is een verwijzing naar de kenmerkende lak waarmee de eerste generatie debuteerde.

### Toyota Yaris GR Sport

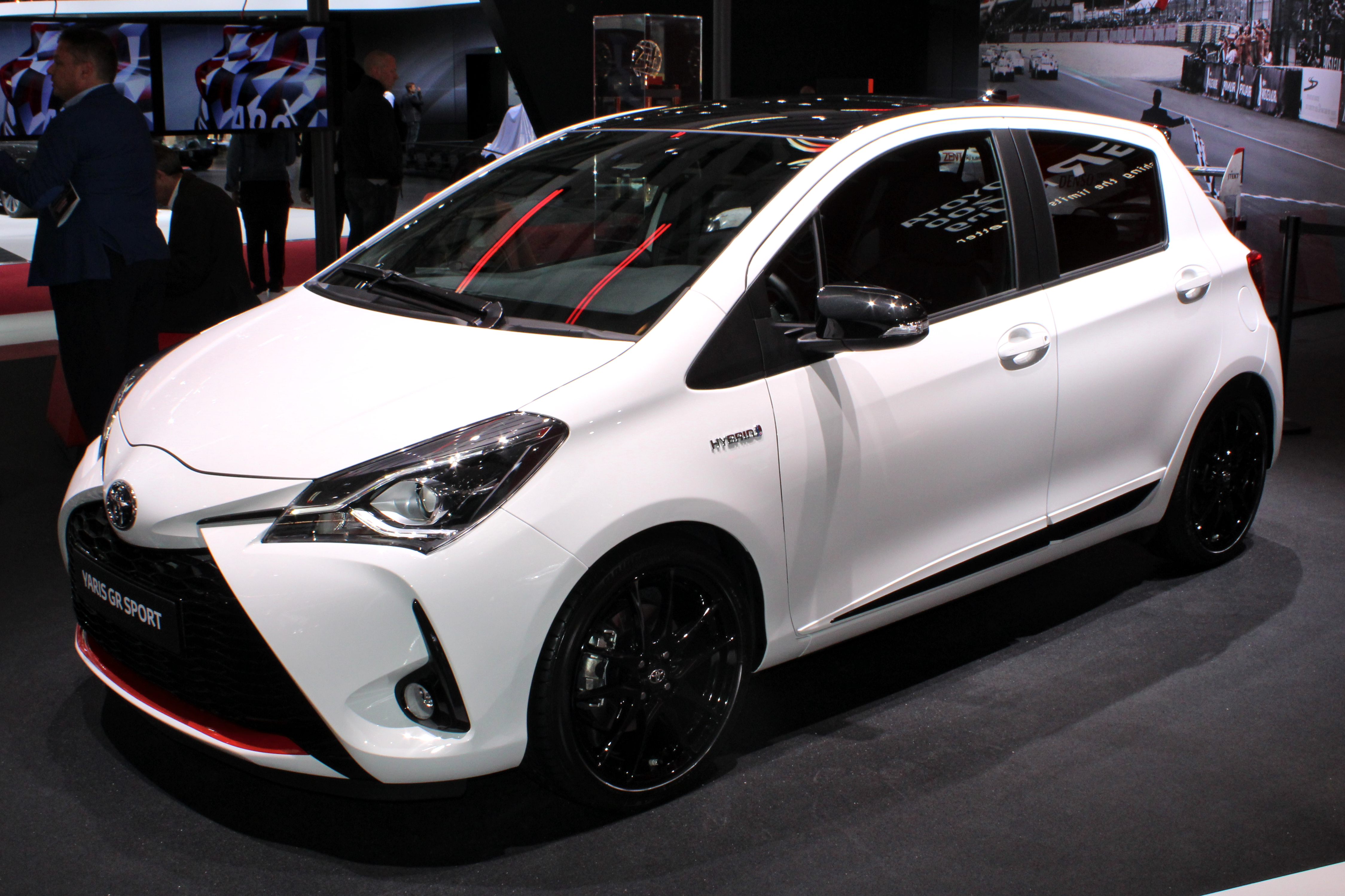
Toyota Yaris GR Sport

De Yaris GR Sport heeft Sachs Performance-schokdempers en stabilisatorstangen, Bridgestone Potenza RE50 banden, 17-inch lichtmetalen velgen en is 1,1 centimeter verlaagd. De Yaris GR Sport heeft verder onderscheidende GR-emblemen, het stuur uit de Yaris GRMN, een donkere behuizing van de koplampen, privacy glas en andere sportieve aankleding in zowel het interieur als exterieur. De GR Sport is alleen leverbaar als vijfdeurs hatchback met de 1,5 liter hybride benzinemotor.

### Toyota Yaris GRMN

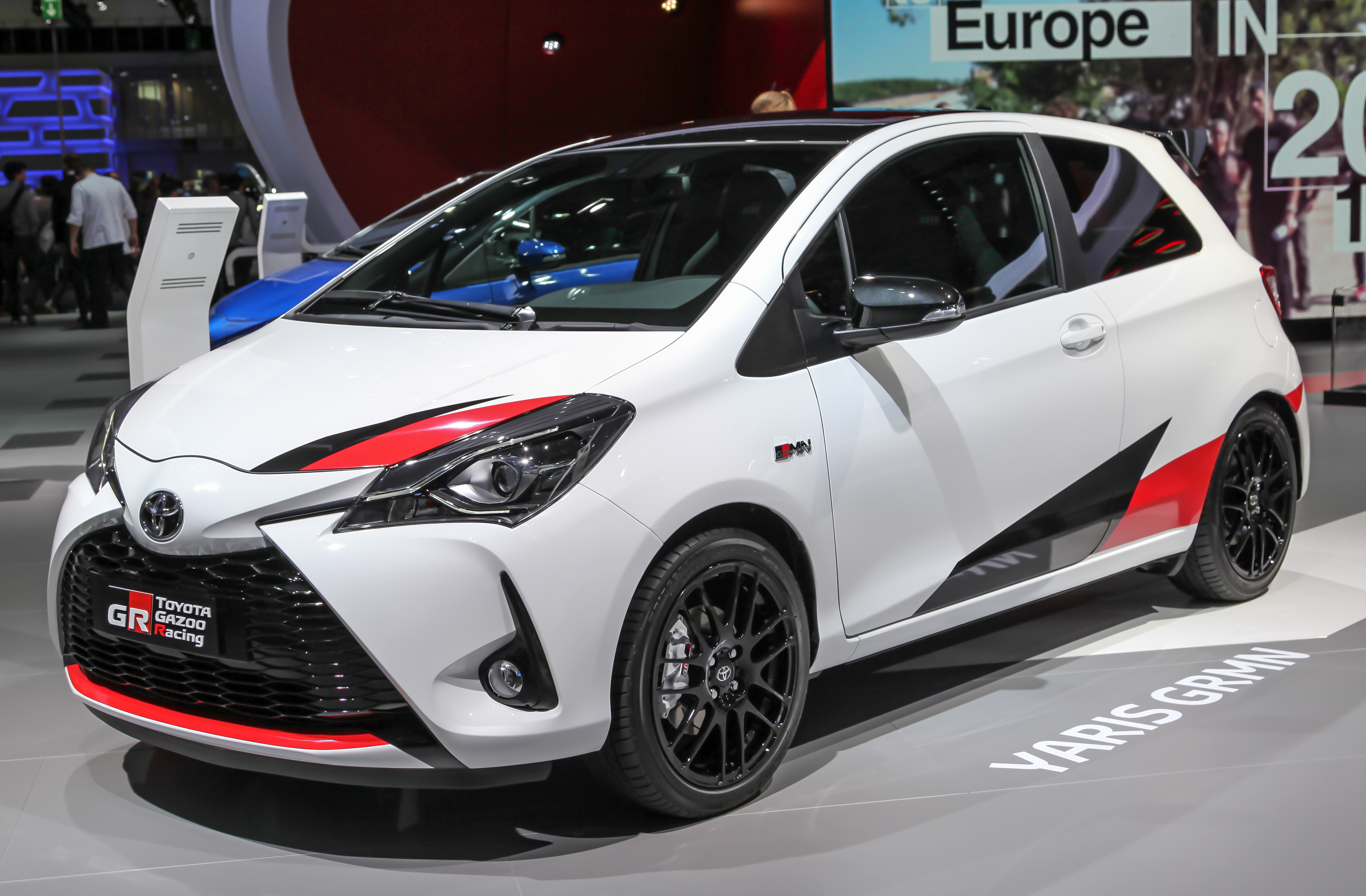
Toyota Yaris GRMN

Toyota toonde op de Autosalon van Genève van 2017 een rally-geïnspireerde uitvoering van de Yaris. Hiermee vieren ze de terugkeer naar de WRC met de introductie van deze uitvoering in een zeer gelimiteerde oplage: de Toyota Yaris GAZOO Racing Masters/Meisters of the Nürburgring (GRMN). In totaal zijn er door Toyota 622 stuks geproduceerd: 200 voor Japan, 400 voor Europa en 22 stuks voor demonstratiedoeleinden. 300 zijn linksgestuurd, 300 rechtsgestuurd.

#### Verkoopaantallen
Zes stuks van deze exclusieve uitvoering zijn verkocht in Nederland, 80 stuks in Groot-Brittannië en meer dan 100 in Duitsland.

#### Specificaties
- Introductieprijs: €46.500 (NL), €30.990 (DE)[46] en £26.295 (EN).[47]
- 1,8 liter supercharged viercilinder (benzinemotor: 155 kW/ 212 pk | 250 Nm koppel | 170 g/km CO2).[48]
- Handgeschakelde zesversnellingsbak.

Verder is deze auto uitgerust met 17 inch lichtmetalen velgen van BBS, Torsen sperdifferentieel, dakspoiler, agressievere bumpers, een centrale uitlaat en sportieve bestickering.

## Vierde generatie P210 (2020-)
Op 16 oktober 2019 werd de vierde generatie Toyota Yaris onthuld. De vierde generatie zag zijn debuut in Japan op 10 februari 2020, deze generatie nam de internationale Yaris-naam aan. Vanaf juli 2020 werd de vierde generatie Toyota Yaris beschikbaar in Nederland.

### Ontwerp
De vierde generatie Yaris is gebouwd op het TNGA-B-platform. Dit platform, en het gebruik van staal met een hoge treksterkte (1180 MPa), biedt 30% meer torsiestijfheid dan de voorgaande derde generatie. Yasuken Suezawa is de hoofdingenieur van deze generatie. De designfilosofie is gebaseerd op het credo "B-Dash!", wat bold (gedurfd, brutaal), brisk (levendig), boost (krachtstoot), beauty (schoonheid) en bullet (kogel-vormig, scherp) betekent. Het designteam maakte als eerste een ontwerpmodel van de Yaris wat paste in de handpalm, en nam dat mee naar verschillende plaatsen en steden in Europa om te zien hoe het daar paste. Centraal hierbij stond dat het design van de auto moest zijn als een 'zwarte sojaboon': "klein en lekker, met een mollige en glanzende buitenlaag".

### Productie
Productie van de vierde generatie begon op 6 juli 2020 bij Toyota Motor Manufacturing France (TMMF), in Valenciennes, Frankrijk.
De Yaris werd in Japan in mei 2021 vernieuwd met onder andere standaard adaptieve cruise control voor uitvoeringen met zowel de hybride als conventionele aandrijflijn en een stuuringreep-functie bij een dreigende botsing (pre-collision safety). Daarnaast werd een systeem, 'Nano X' genoemd, in het interieurventilatiesysteem geïntroduceerd. Dit systeem brengt een concentratie hydroxylradicaal-deeltjes het interieur in om ziekmakende en schadelijke virus- en bacterie-deeltjes en allergenen te bestrijden. Het systeem is geplaatst aan de bestuurderszijde van het voertuig. Het Nano X-systeem werd standaard beschikbaar voor de Hybrid Z, Z en Hybrid G-uitvoeringen, en optioneel voor de G-uitvoering.

### Uitvoeringen
De Toyota Yaris is in Nederland uitvoerbaar als Comfort, Active, First Edition, Style, Executive en Launch Edition. Later volgde de Business Plus-uitvoering. De meest eenvoudige uitvoering, Comfort, was verkrijgbaar vanaf € 17.895,-.
In juli 2021 lanceerde Toyota de Yaris Tokyo Spirit, in een unieke bi-tone carrosseriekleur (Ash Grey metallic met een rood dak (2SX)). Dit model beschikt verder over unieke Tokyo Fusion buitenspiegels en interieurpanelen in de voordeuren.
In België wordt de Yaris geleverd als standaard model, Dynamic, Iconic, Style, Premiere en Elegant. Het standaard model werd leverbaar vanaf €17.760,-.

### Toyota GR Yaris

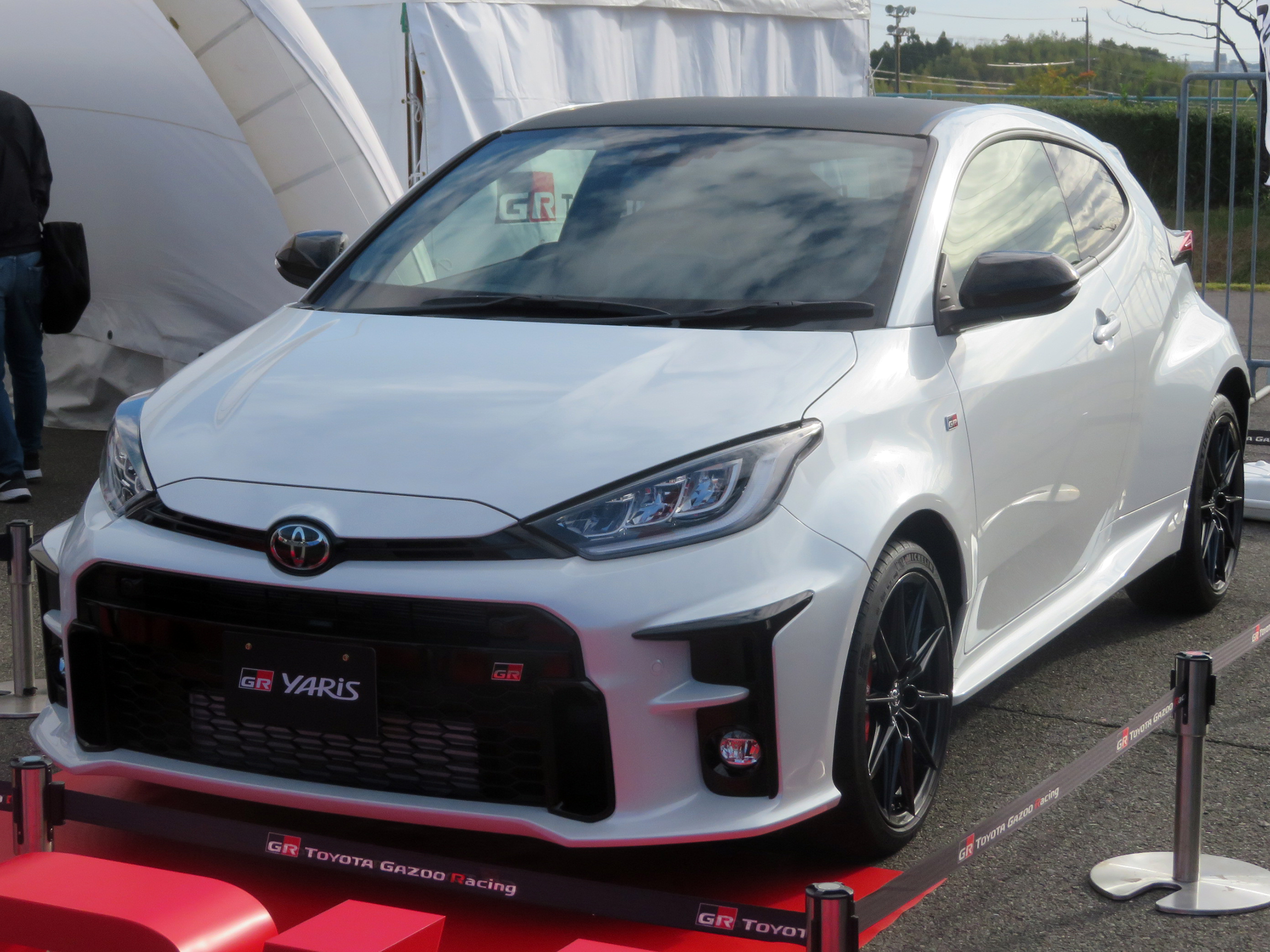
Toyota GR Yaris

De Toyota GR Yaris een homologatiemodel van de vierde generatie Yaris die meedoet aan het FIA wereldkampioenschap rally. De GR Yaris wordt met de hand gebouwd in Japan op een samenstelling van het TNGA-B en TNGA-C platform. Deze versie van de vierde generatie Yaris is uitsluitend leverbaar als driedeurs hatchback.

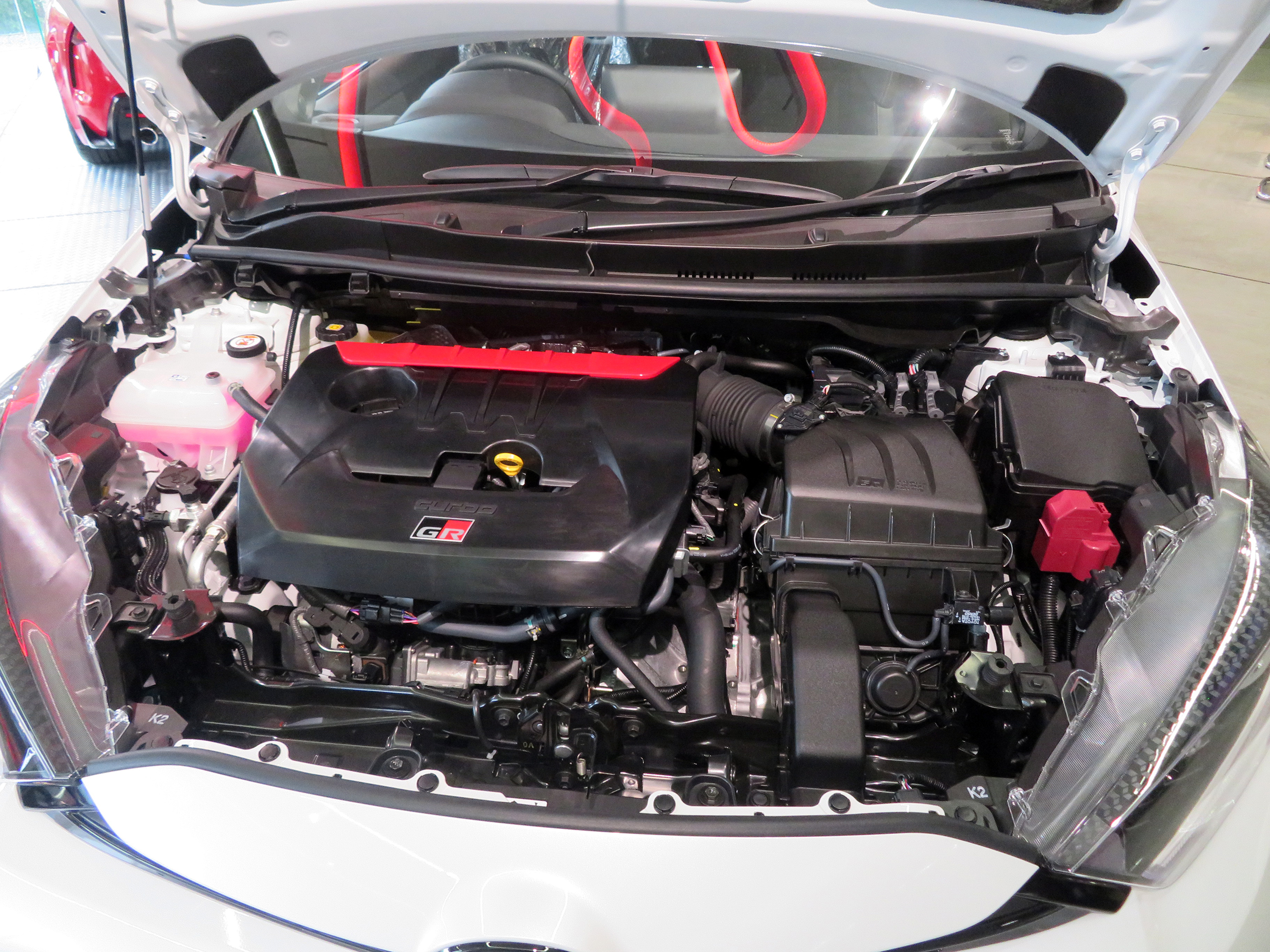
De 1,6 liter G16E-GTS benzinemotor in de Toyota GR Yaris

De GR Yaris wordt aangedreven door de 1,6 liter G16E-GTS driecilinder benzinemotor, met turbolader en directe brandstofinjectie. Deze motor levert een maximaal vermogen van 261 DIN pk bij 6500 tpm en 360 Nm koppel bij 3000 – 4600 tpm. De motor is gekoppeld aan de 'intelligente' handgeschakelde transmissie (iMT) met zes versnellingen, en beschikt over permanente vierwielaandrijving (GR-Four).
De GR Yaris wordt geleverd als Premium- en Performance-uitvoering. De Premium komt standaard op 18 inch velgen van gesmeed lichtmetaal, koolstofvezel dak, aluminium portieren, JBL-speakerpakket met acht speakers, head-updisplay, navigatie en sfeerverlichting. Ook heeft deze variant Blind Spot Monitor, Rear Cross Traffic Alert en parkeersensoren voor en achter. De Performance-uitvoering komt standaard met Michelin Pilot Sport 4S sportbanden, een afgedekte motor en een aangepast GR circuit wielophanging. Ook komt de Performance met een mechanisch Torsen differentieel op de vooras en achteras.

### Toyota Yaris ECOVan
In juli 2021 maakte Toyota Spanje bekend dat ze een bestelbusversie van de Yaris toevoegen aan het leveringsgamma. Het exterieur is geheel hetzelfde als bij de overige uitvoeringen, echter is de achterste zitrij vervangen door een vlakke laadvloer. De bagageruimte wordt van de voorste plaatsen gescheiden door een scherm. In de ECOVan kan tot 430 kilogram geladen worden. De ECOVan maakt gebruik van de 1,5 liter hybride aandrijflijn.
Personenauto's (leverbaar): Aygo · bZ4X · Camry · Corolla · C-HR · Highlander · Land Cruiser · Mirai · Prius · RAV4 · (GR) Supra · Yaris · Yaris Cross

Bedrijfswagens: Hilux · Proace

Niet meer leverbaar: 1000 · 2000GT · 4Runner · Auris · Avensis · Avensis Verso · Carina · Celica · Corolla Verso · Corona · Cressida · Crown · Dyna · FunCruiser · GT86 · Hiace · iQ · LiteAce · MR2 · Paseo · Picnic · Previa · Starlet · Tercel · Urban Cruiser · Verso · Verso-S · Yaris Verso